# HMS Diamond (D35)
El HMAS Diamond fue un destructor de la clase Daring de la Marina Real Británica. Fue construido por la John Brown & Company en Clydebank, Escocia, y botado el 14 de junio de 1950. Este barco fue el primer barco totalmente soldado de la John Brown & Co. (a diferencia de la construcción con remaches, más comúnmente utilizada hasta entonces). La clase Daring tenía un desplazamiento estándar de 2.800 toneladas, que aumentaba a 3.600 toneladas a plena carga. 

## Historial de servicio

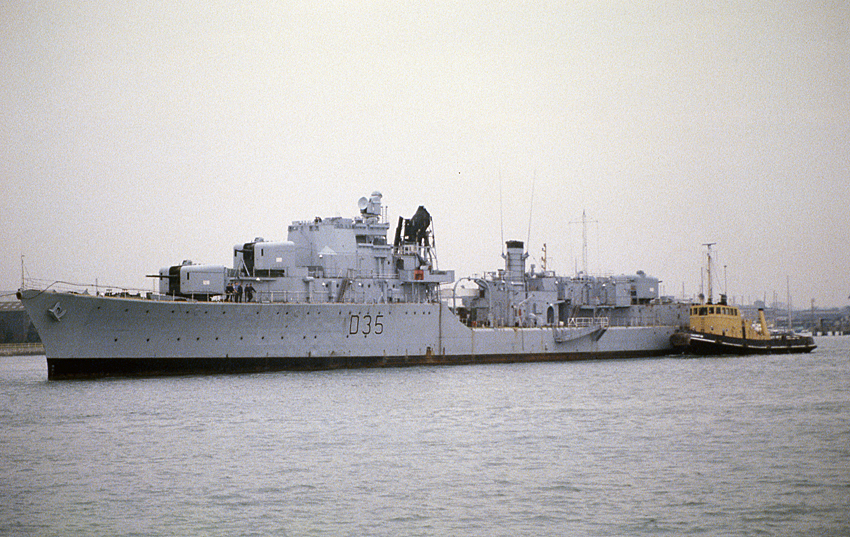
D35 HMS Diamond, destructor clase Daring, saliendo de Portsmouth camino al desguace. Escaneado desde una diapositiva Kodachrome de 35 mm.

En 1953, el Diamond participó en el desfile naval para celebrar la coronación de la reina Isabel II. El 29 de septiembre de 1953, sufrió graves daños en la proa en una colisión con el crucero Swiftsure durante el Ejercicio Mariner, celebrado frente a la costa de Islandia.
En 1956, el Diamond fue enviado a Port Said para mostrar la bandera antes del asalto franco-británico, pero el gobierno egipcio no se inmutó y navegó para unirse a la fuerza de ataque principal para el desembarco de Suez en Port Said, durante la Guerra del Sinaí. En 1959 se sometió a una remodelación en el astillero Chatham. En 1964 se vio involucrado en otra colisión, esta vez con la fragata Salisbury, en el Canal de la Mancha durante una exhibición naval.
En 1970, se convirtió en uno de los dos buques escuela del puerto amarrados junto al embarcadero Priddy's Hard en Gosport y adscrito a la Escuela de Ingeniería Marina en el cercano HMS Sultan y permaneció en este papel hasta que fue reemplazado por el HMS Londonderry. Durante la mayor parte de este tiempo, su planta de vapor permaneció mantenida y utilizable para fines de familiarización con la guardia. El HMS Diamond fue finalmente desguazado en Rainham, Kent, en 1981.